# Timesharing (informatica)
Timesharing is een vorm van multitasking, vooral gebruikt tussen 1970 en 1980, waarbij een computer schijnbaar gelijktijdig gebruikt wordt door een aantal mensen die een terminal bedienen. 'Schijnbaar', omdat geen van de gebruikers de computer exclusief ter beschikking heeft, en in feite hun verzoeken niet tegelijk maar in stukjes na elkaar worden afgehandeld. Technisch wordt timesharing mogelijk gemaakt doordat het besturingssysteem een lopend programma kan onderbreken. Economisch was het zinvol omdat in die tijd de processor en het geheugen duur waren ten opzichte van de terminal. De gebruiker kreeg de indruk de computer geheel ter beschikking te hebben. Het beheer hoefde alleen bij de centrale computer plaats te vinden. 

## Algemeen
Aanvankelijk werd timesharing via telefoonlijnen aangeboden door commerciële ondernemingen, die rekeningen verstuurden op basis van de gebruikte rekentijd, aansluittijd en opslag. Later kwam ook in-house timesharing in zwang, waarbij ondernemingen een eigen computer hadden, die dan door de werknemers op basis van timesharing kon worden gebruikt. Timesharing was zowel op mainframes als op minicomputers mogelijk.

## Besturingssystemen met timesharing
Het concept werd voor de eerste maal beschreven door Bob Bemer in 1957 als onderdeel van een artikel voor het Automatic Control Magazine. De eerste poging om een besturingssysteem te ontwikkelen dat onder timesharingsysteem draaide werd uitgevoerd door John McCarthy, later in 1957, met een aangepaste IBM 704, en weer later met een aangepaste IBM 7090. Dit resulteerde in de ontwikkeling van het Compatible Time-Sharing System in 1961. Dat wordt als het eerste besturingssysteem beschouwd met timesharing. Het werd tot 1973 gebruikt.
Bekende besturingssystemen met timesharing uit de begintijd:
- Compatible Time-Sharing System (CTSS)
- General Comprehensive Operating System, eerst door General Electric, daarna door Honeywell Bull
- Multics
- Unix

Tot halverwege jaren '80 waren computers overwegend mainframes of minicomputers met timesharing-besturingssystemen, waarop tientallen of honderden gebruikers werkten, middels batch processing of interactief door het gebruik van terminals.
Vanaf eind jaren '70 kwam de homecomputer en later de personal computer op, waarin aanvankelijk geen timesharing werd toegepast. Werkstations werden populair, die zelfstandig als computer bruikbaar waren, maar tegelijk ook over een netwerk andere computers, zoals andere werkstations, konden benaderen. Timesharing raakte in onbruik, in plaats daarvan sprak men nu over het client-servermodel, met servers waar verschillende client-computers tegelijk toegang toe hadden. Dit werd in de jaren 90 ook voor personal computers gemeengoed en ook deze computers kregen een besturingssysteem met volledige timesharing, zoals Linux of Windows NT. Computers zonder timesharing zijn tegenwoordig vooral embedded systems.